# Aeroportul Municipal Crookston
Aeroportul Municipal Crookston (IATA: CKN, ICAO: KCKN, FAA LID: CKN) este un aeroport din Crookston⁠(d), Comitatul Polk, Minnesota, Minnesota, Statele Unite ale Americii ce deservește zona Crookston⁠(d). A fost numit după zona deservită.
Situat la o altitudine de 274 m, aeroportul dispune de 3 piste.

## Infrastructură

### Piste
Aeroportul dispune de 3 piste: 
- pista 06/24 din Iarbă, cu dimensiunile 2.096 picioare × 202 picioare
- pista 13/31 din asfalt, cu dimensiunile 4.300 picioare × 75 picioare
- pista 17/35 din Iarbă, cu dimensiunile 2.977 picioare × 202 picioare